# Bomarzo
Bomarzo es un municipio italiano situado en la provincia de Viterbo, en la región del Lacio. Tiene una población estimada, a fines de marzo de 2025, de 1681 habitantes.

## Historia
La localidad se extiende sobre uno de los últimos espolones rocosos que se proyectan hacia el valle del Tíber y que se originan a partir de los flujos de lava de los montes Ciminos.
Los bancos de roca volcánica son de espesor limitado y dominan extensas llanuras arcillosas. Estos bloques, que pueden apreciarse en las laderas de las mesetas, han sido utilizados de diversas maneras por el hombre desde tiempos prehistóricos.
El fenómeno se acentuó en los períodos etrusco, romano y medieval, cuando se utilizaron para los más variados y diferentes propósitos relacionados con la vida social, la economía, la religión y el arte. Este uso, aún vigente hoy en día, alcanzó su apogeo en la construcción del Parco dei Mostri en el siglo XVI, una explotación artística y fantástica de los bloques encargada por el príncipe Pier Vicino Orsini.
El Parque de los Monstruos interesó a Jean Cocteau y a Salvador Dalí, quienes reflexionaron sobre su posible significado. La familia Bettini restauró y acondicionó el parque en los años 1970, dado que se encontraba en un estado de abandono.
Manuel Mujica Lainez escribió la novela histórica Bomarzo, ambientada en la época de Pier Francesco Orsini, y el libreto de una ópera de Alberto Ginastera con el mismo tema y título. En 2007 se filmó en los escenarios originales de Bomarzo una versión libre experimental de esa ópera (Bomarzo 2007).
En algunas esculturas pueden leerse versos en italiano de Annibal Caro, Bitussi y Cristoforo Madruzzo.

## Evolución demográfica
| Gráfica de evolución demográfica de Bomarzo entre 1861 y 2025 |
|                                                               |
| Fuente: ISTAT - Elaboración gráfica de Wikipedia              |

## Galería

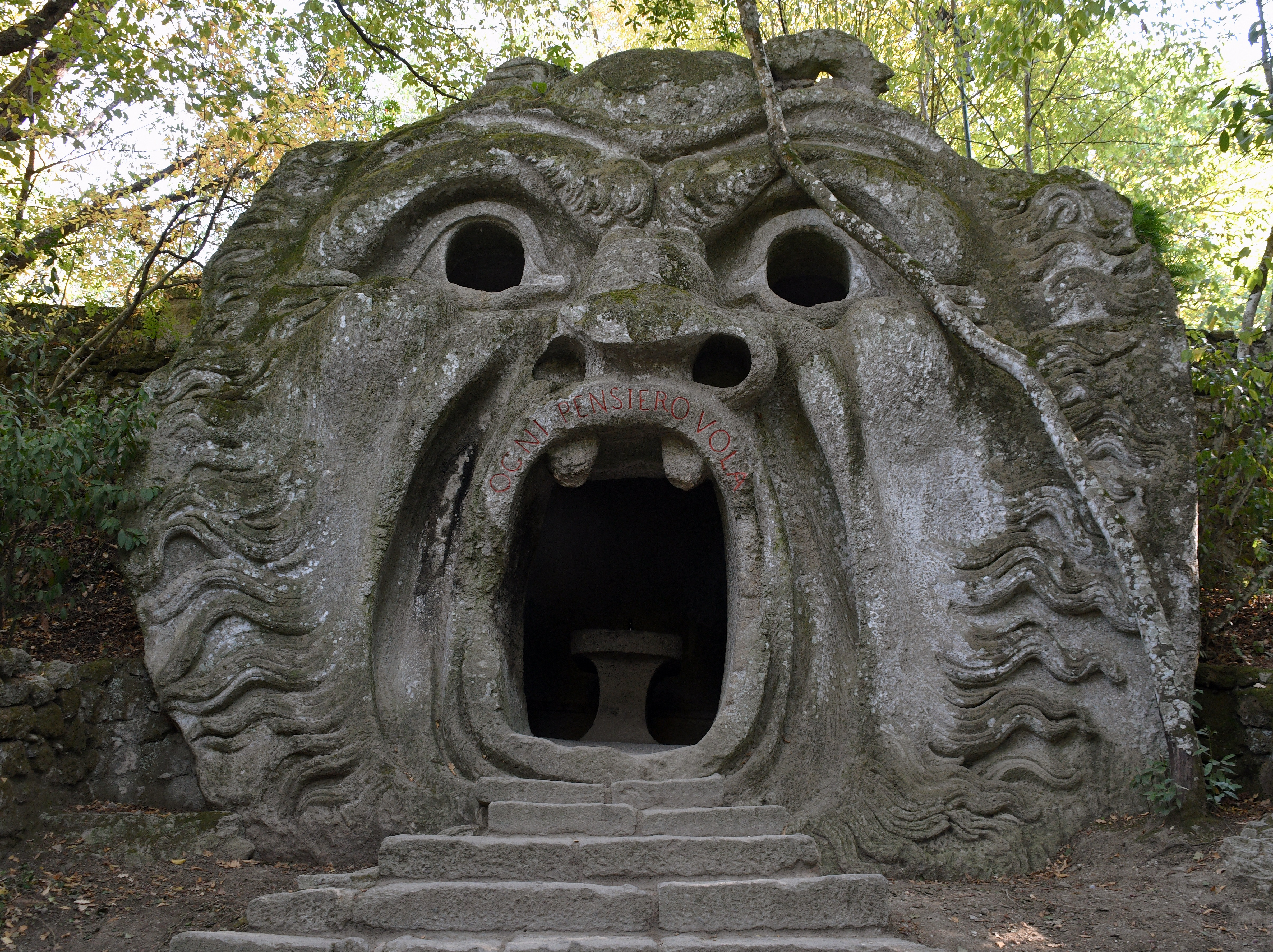
Parque Sacro Bosco
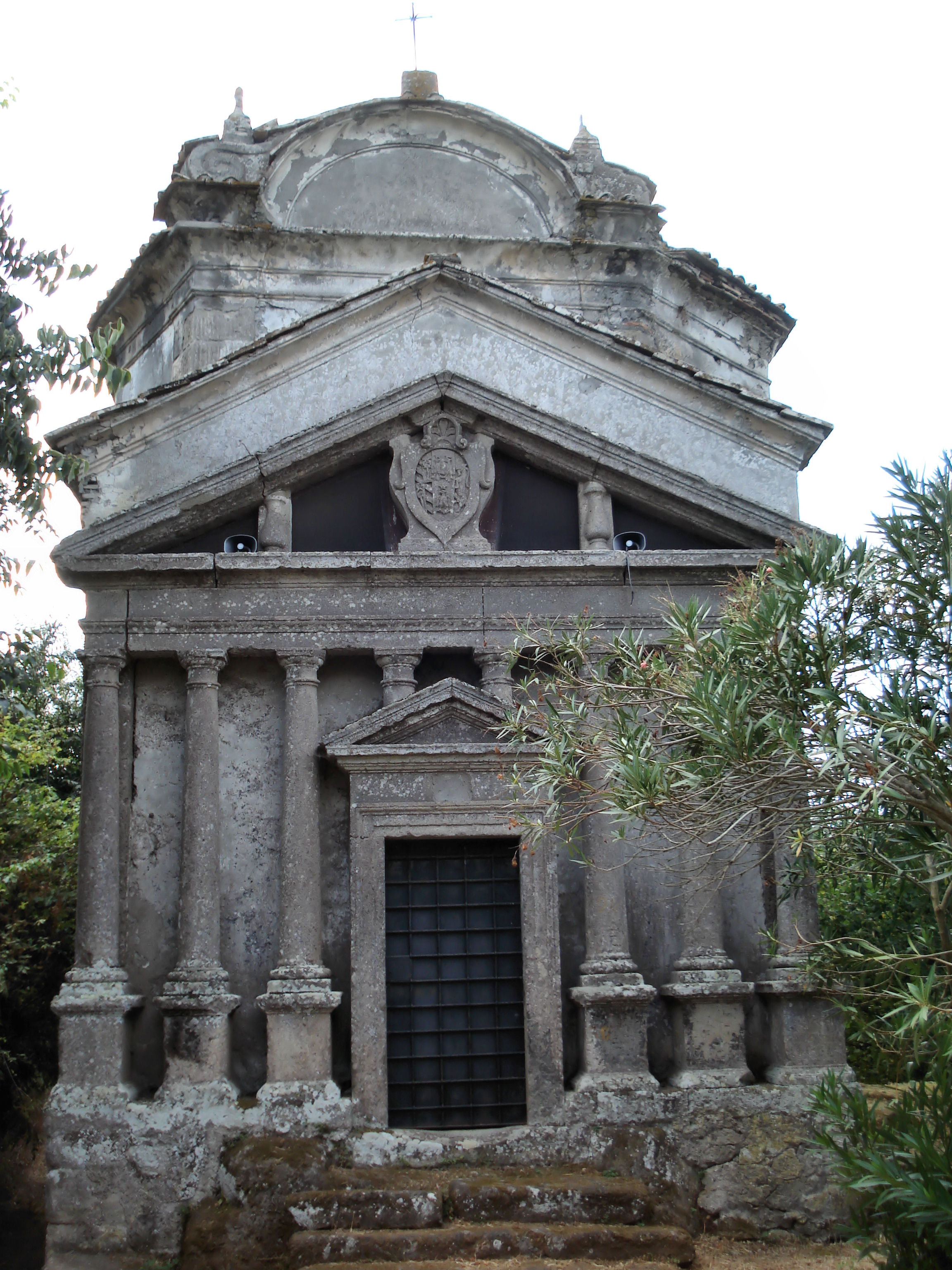
Iglesia de Santa Maria della Valle
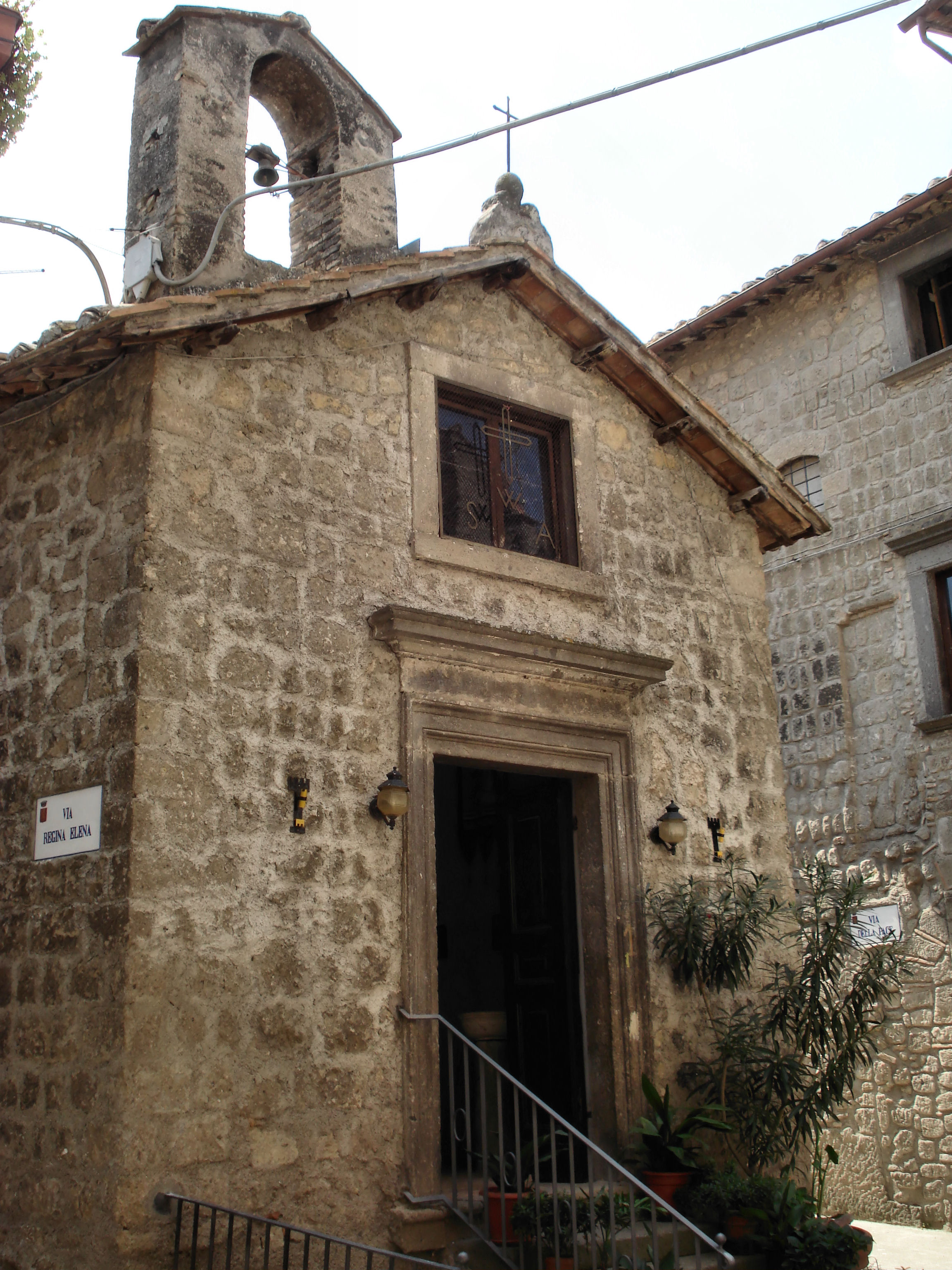
Chiesina de Sant'Anselmo